# 国家级生态示范区
国家级生态示范区是由中华人民共和国环境保护部设置的称号，是“以生态经济学原理为指导，以协调经济、社会、环境建设为主要对象，在一定行政区域内生态良性循环的基础上，实现社会经济全面、健康的持续发展”。目前已公布七批。